# Hear ’n Aid
A Hear 'n Aid a hard rock és heavy metal-világ megmozdulása volt az Afrikában dúló éhínség megfékezése érdekében az 1980-as évek közepén. Egy év alatt a projekt 1 000 000 dollárt gyűjtött össze.

## Előzmények
A Dio két tagja, Jimmy Bain és Vivian Campbell részt vettek egy 48 órás jótékonysági Radiothon-on, ahol észrevették, milyen alacsony volt a hard rock és heavy metal fellépők száma. Bennük fogalmazódott meg először a projekt terve, és az ötletüket megosztották Ronnie James Dióval. Hárman megírták a Stars című dalt.

## Felvétel
A dalt 1985. május 20-án és 21-én vették fel az A&M Records stúdiójában. A rögzítésről dokumentumfilm készült, mely a dallal együtt jelent meg 1986. január 1-jén.

## Kiadványok
- We're Stars (7" kislemez)
- We're Stars (12" kislemez)
- The Sessions (VHS)
- The Sessions (Video8)

Ezen kívül készültek pulóverek, mezek, pólók, selyemkendők, poszterek és kitűzők.
Megjelent egy nagylemez is, mely a Stars mellett a támogató zenekarok és Jimmy Hendrix felvételeit tartalmazta.

### Stars
| Szám | Cím                         | Írók                                                       | Előadó      |
| ---- | --------------------------- | ---------------------------------------------------------- | ----------- |
| 1    | Stars                       | Bain, Campbell, Dio                                        | Hear 'n Aid |
| 2    | Up to the Limit (élő)       | Baltes, Deaffy, Dirkschneider, Fischer, Hoffmann, Kaufmann | Accept      |
| 3    | On the Road (élő)           | Burston, Campbell, Dee, Kilmister                          | Motörhead   |
| 4    | Distant Early Warning (élő) | Lee, Lifeson, Peart                                        | Rush        |
| 5    | Heaven's on Fire (élő)      | Child, Stanley                                             | Kiss        |
| 6    | Can You See Me              | Hendrix                                                    | Hendrix     |
| 7    | Hungry for Heaven (élő)     | Bain, Dio                                                  | Dio         |
| 8    | Go for the Throat           | Alves, Haze, Kennemore, Meniketti                          | Y&T         |
| 9    | The Zoo                     | Meine, Schenker                                            | Scorpions   |

## Résztvevők
Ének
- Eric Bloom (Blue Öyster Cult)
- Ronnie James Dio (Dio)
- Don Dokken (Dokken)
- Kevin DuBrow (Quiet Riot)
- Rob Halford (Judas Priest)
- Dave Meniketti (Y&T)
- Paul Shortino (Rough Cutt)
- Geoff Tate (Queensrÿche)

Háttérvokál
- Tommy Aldridge (Ozzy Osbourne)
- Dave Alford (Rough Cutt)
- Carmine Appice (Vanilla Fudge/King Kobra)
- Vinny Appice (Dio)
- Jimmy Bain (Dio)
- Frankie Banali (Quiet Riot)
- Mick Brown (Dokken)
- Vivian Campbell (Dio)
- Carlos Cavazo (Quiet Riot)
- Amir Derakh (Rough Cutt)
- Buck Dharma (Blue Öyster Cult)
- Brad Gillis (Night Ranger)
- Craig Goldy (Giuffria)
- Chris Hager (Rough Cutt)
- Chris Holmes (W.A.S.P.)
- Blackie Lawless (W.A.S.P.)
- George Lynch (Dokken)
- Yngwie Malmsteen
- Mick Mars (Mötley Crüe)
- Michael McKean (David St. Hubbins a Spinal Tap-ből)
- Dave Murray (Iron Maiden)
- Vince Neil (Mötley Crüe)
- Ted Nugent
- Eddie Ojeda (Twisted Sister)
- Jeff Pilson (Dokken)
- Rudy Sarzo (Quiet Riot)
- Claude Schnell (Dio)
- Neal Schon (Journey)
- Harry Shearer (Derek Smalls a Spinal Tap-ből)
- Mark Stein (Vanilla Fudge)
- Matt Thorr (Rough Cutt)

Gitárszóló
- Vivian Campbell (Dio)
- Carlos Cavazo (Quiet Riot)
- Buck Dharma (Blue Öyster Cult)
- Brad Gillis (Night Ranger)
- Craig Goldy (Giuffria)
- George Lynch (Dokken)
- Yngwie Malmsteen
- Eddie Ojeda (Twisted Sister)
- Neal Schon (Journey)

Ritmusgitár
- Dave Murray (Iron Maiden)
- Adrian Smith (Iron Maiden)
- Vivian Campbell (Dio)

Basszusgitár
- Jimmy Bain (Dio)

Dobok
- Vinny Appice (Dio)
- Frankie Banali (Quiet Riot)

Billentyűs
- Claude Schnell (Dio)

## Következő projekt
Még egy dal készült a Children of the Night jótékonysági szervezet számára, melyben Ronnie James Dio sokáig részt vett, és amely a gyermekeket próbálja megvédeni a prostitúciótól. A dal címe Throw Away Children volt. A projekt sosem valósult meg, a dal pedig a Dio Killing the Dragon című albumán jelent meg 2002-ben.